# Frankrikes Grand Prix 1974
Frankrikes Grand Prix 1974 var det nionde av 15 lopp ingående i formel 1-VM 1974. Detta var det första F1-loppet som kördes på Dijon-Prenois-banan.

## Resultat
1. Ronnie Peterson, Lotus-Ford, 9 poäng
2. Niki Lauda, Ferrari, 6
3. Clay Regazzoni, Ferrari, 4
4. Jody Scheckter, Tyrrell-Ford, 3
5. Jacky Ickx, Lotus-Ford, 2
6. Denny Hulme, McLaren-Ford, 1
7. Mike Hailwood, McLaren-Ford
8. Patrick Depailler, Tyrrell-Ford
9. Arturo Merzario, Williams (Iso Marlboro-Ford)
10. Jean-Pierre Beltoise, BRM
11. Vittorio Brambilla, March-Ford
12. Jean-Pierre Jarier, Shadow-Ford
13. Graham Hill, Hill (Lola-Ford)
14. François Migault, BRM
15. Guy Edwards, Hill (Lola-Ford)
16. John Watson, John Goldie Racing (Brabham-Ford)

### Förare som bröt loppet
- Emerson Fittipaldi, McLaren-Ford (varv 27, motor)
- Carlos Reutemann, Brabham-Ford (24, hantering)
- Jochen Mass, Surtees-Ford (4, koppling)
- Tom Pryce, Shadow-Ford (1, kollision)
- Henri Pescarolo, BRM (1, koppling)
- James Hunt, Hesketh-Ford (0, kollision)

### Förare som ej kvalificerade sig
- Vern Schuppan, Ensign-Ford
- Rikky von Opel, Brabham-Ford
- Carlos Pace, John Goldie Racing (Brabham-Ford)
- Jean-Pierre Jabouille, Williams (Iso Marlboro-Ford)
- Hans-Joachim Stuck, March-Ford
- José Dolhem, Surtees-Ford
- Leo Kinnunen, AAW Racing Team (Surtees-Ford)
- Gérard Larrousse, Scuderia Finotto (Brabham-Ford)